# Петербургский историко-филологический институт
Императорский Санкт-Петербургский историко-филологический институт — высшее учебное заведение Российской империи, готовившее преподавателей русского языка, классических языков, истории и географии для гимназий и реальных училищ.

## История
Основан 27 июня (9 июля) 1867 года указом Александра II: «Обращая внимание на недостаток в учителях и вообще средних учебных заведений, МЫ признали за благо учредить в С.-Петербурге особое для образования учителей высшее учебное заведение под названием Императорского Историко-Филологического Института». С 1875 года в России стал действовать ещё один подобный институт: нежинский Историко-филологический институт князя А. А. Безбородко. В отличие от историко-филологических факультетов университетов, дававших своим слушателям научное образование, эти институты готовили преподавателей средних учебных заведений.
До 1904 года институт был закрытым учебным заведением с полным казённым содержанием; с 1907 года было разрешено принимать «своекоштных студентов в числе не более 10 и зачислять их кандидатами на казенное содержание».
С 1914 по 1917 года — Петроградский историко-филологический институт. В декабре 1919 года реорганизован в Педагогический институт при Первом Петроградском университете и затем полностью слит с филологическим и историческим факультетами ЛГУ.

## Здание и внутренняя планировка
Институт разместился в здании бывшего дворца императора Петра II (нынешний адрес — Университетская набережная, 11), где перед этим два года находилась холерная больница. Слева располагались Первый кадетский корпус и Павловское военное училище; справа, в бывшем здании Двенадцати коллегий, — Санкт-Петербургский университет. Ныне здесь располагаются филологический и Восточный факультеты Санкт-Петербургского университета.
На первом этаже находились квартиры директора института, инспектора, заведующего хозяйством и профессоров. Выше находились учебные аудитории. Студенческие комнаты, на 3—8 человек, были в западном крыле здания. Часть их окон была обращена к Неве. Переулок, куда выходила большая часть окон, стал с 16 апреля 1887 года называться Филологическим.
Открытая при институте 1 июля 1870 года Институтская («Филологическая») мужская гимназия (здесь проходили практику студенты четвёртого курса института), была размещена в восточном флигеле; основной вход в гимназию был со стороны ректорского флигеля. Первым директором гимназии стал Ф. А. Струве. Учащимся гимназии, в отличие от студентов, общежития не предоставлялось. Первый выпуск гимназии состоялся в 1877 году; среди шести выпускников был С. С. Абамелек-Лазарев.
На втором этаже находился актовый зал. Справа от него, в конце главного коридора, находились профессорская и библиотека, в которой по состоянию на 1901 год насчитывалось 4256 книг на 12 языках; на закупку книг ежегодно выделялось 2 тысячи рублей, кроме того, она регулярно пополнялась за счёт пожертвований.

## Обучение
Согласно Уставу (§ 33) и распоряжению министра народного просвещения от 21.04.1879 г., в институт принимались достигшие 17-летнего возраста выпускники классических гимназий и окончившие духовные семинарии по 1-му разряду, после сдачи экзаменов «назначенных Конференцею и во всяком случае из древних языков».
«В институте существовал четкий распорядок. Каждый день подъем учащихся производился в 7 часов утра, затем молитва, уборка помещений и завтрак. До обеда планировались четыре лекции по 50 минут и две лекции после обеда, затем чай, ужин, личные занятия, вечерняя молитва и в 23 часа отбой. В учебные дни студенты могли отлучиться из института только с разрешения дежурного наставника и с записью в книге у швейцара после 14 часов; в воскресные и праздничные дни также после обедни».
Курс обучения был рассчитан на четыре года. Первые два года — общие и теоретические курсы, следующие два — специальные и практические (§ 24). При переходе на третий курс происходит самостоятельный выбор студентом одной из специализаций:
- древние языки (с 1869 по 1918);
- русская словесность (с 1869 по 1884);
- история (с 1869 по 1875);
- история и география (с 1883 по 1894).

Состав специализаций и их количество изменялись в соответствии с потребностями в российской системе образования.
Предметы:
- Закон Божий;
- философия (логика, психология и история философии);
- педагогика, дидактика и школьная гигиена;
- греческая словесность (греческий язык и толкование авторов, история греческой литературы и греческие древности);
- римская словесность (латынь и толкование авторов, история римской литературы и римские древности);
- русская словесность (история церковно-славянского и русского языков, история русской литературы и главнейшие славянские наречия — последние отменены с 1872);
- история всеобщая;
- история русская;
- география политическая, физическая и математическая;
- языки французский и немецкий.

«Студенты всех разрядов во все 4 года обязательно занимаются древними языками. Число лекций 20—27 в неделю. Для проверки занятий студентов назначены: репетиции (по две в неделю), экзамены (по всем предметам ежегодно), домашние чтения (по древним авторам и какому-либо отделу истории или словесности) и курсовые сочинения».
На четвёртом курсе студенты посещали уроки наставников-руководителей в разных классах существовавшей при институте гимназии и давали пробные уроки в присутствии директора или инспектора института и своих товарищей по специализации.
«В конце каждого учебного года студенты подвергались экзаменам, но с предварительным предъявлением всех письменных работ, заданных преподавателями в течение года. Переэкзаменовка ни под каким видом не разрешалась. Не сдавший экзамен по какому-либо предмету немедленно отчислялся: восстановление на тот же курс через год разрешалось только министром. Несмотря на жесткость условий приема и обучения, желающих учиться в вузе было много: на 20-25 мест ежегодно подавалось до 150 заявлений. Подавляющее большинство абитуриентов, а затем и студентов института — это выпускники духовных семинарий, дети священнослужителей».
Успешно кончившие курс обучения получали звание учителя гимназии с такими же правами, которые получали кандидаты университетов (получавшие диплом 1-й степени).
Поскольку учащиеся были на полном казённом содержании, они должны были после окончания не менее шести лет служить в ведомстве Министерства народного просвещения.

## Выпускники
В год образования института (1867) было принято 23 студента. Согласно уставу (§ 6), штатное количество учащихся было определено в 100 человек (по 25 на каждом курсе). С 1867 по 1894 год состоялось 24 выпуска; «среднее число окончивших курс около 20, наибольшее — 27 и наименьшее — 9.» Общее число всех окончивших к 1894 году — 491 человек; из них по разряду древних языков — 234, русской словесности — 132, истории и географии — 125. Около 450 назначено учителями, по преимуществу древних языков. К 1909 году (после 38 выпусков) резко выросло число «историков»; всего из 728 выпускников стало: по разряду классических языков 292 (40 %), русской словесности — 188 (26 %), истории и географии — 248 (34 %). Самый большой выпуск состоялся в 1908 году — 36 человек; самые малочисленные: 1893 — 6 выпускников, 1900 — 5, 1904 — 4.

### Известные выпускники
1871
- Михаил Аквилонов
- Пётр Никитин

1873
- Андрей Фогель

1874
- Иван Тихомиров

1875
- Иван Белоруссов

1876
- Павел Адрианов
- Василий Латышев

1878
- Сергей Жданов

1879
- Нил Тихомиров

1881
- Дмитрий Корольков

1882
- Александр Никитский

1883
- Николай Новосадский

1891
- Василий Келтуяла

1892
- Фёдор Крюков
- Александр Ловягин
- Александр Малеин

1894
- Константин Тюлелиев

1895
- Николай Маллицкий

1897
- Иван Замотин
- Юлий Марти

1898
- Борис Варнеке

1899
- Николай Егоров

1909
- Сергей Митров
- Пётр Черменский

1913
- Сергей Аннинский

1914
- Павел Мощанский

1916
- Владимир Гнатюк

1917
- Виктор Виноградов

## Директора
Должность директора института мог занимать обладатель докторской степени по истории или филологии. Первым директором в 1867—1872 годах был Иван Богданович Штейнман.
Второй директор (1872—1903): Константин Васильевич Кедров.
Третий и последний директор (1903—1918): академик Василий Васильевич Латышев.

## Известные преподаватели
По штату в институте было 5 ординарных профессоров и ещё 5 экстраординарных профессоров были внештатными. Профессором института могли стать лица, «имеющие ученую степень доктора по историко-филологическому факультету, полученную в одном из русских университетов, и приобретшие достаточную опытность в преподавании». В 1879 году в институте было 20 преподавателей. В разное время в институте преподавали:
- Астафьев, Николай Александрович
- Бестужев-Рюмин, Константин Николаевич
- Браун, Фёдор Александрович
- Будилович, Антон Семёнович
- Введенский, Александр Иванович
- Вейсман, Александр Давидович
- Владиславлев, Михаил Иванович
- Галахов, Алексей Дмитриевич
- Жданов, Александр Маркеллович
- Замысловский, Егор Егорович
- Зелинский, Фаддей Францевич
- Каринский, Николай Михайлович
- Карсавин, Лев Платонович
- Кораблёв, Василий Николаевич
- Наук, Август Карлович
- Образцов, Иоанн Яковлевич
- Соколов, Аркадий Фёдорович
- Соколов, Фёдор Фёдорович
- Томасов, Николай Николаевич
- Шебор, Иосиф (Осип) Антонович

В гимназии при институте преподавали наставники-руководители М. И. Аквилонов, О. Ф. Гаазе, И. М. Гревс, М. А. Орлов, Ф. А. Струве, И. И. Шиховский и др.